# Orsolya Friedrich
Orsolya Teréz Friedrich (* 1977 in Budapest) ist eine ungarische Philosophin, Ärztin und Hochschullehrerin.

## Leben
Friedrich studierte von 1996 bis 2006 an der Universität Regensburg und der Technischen Universität München Medizin und Philosophie. 2004 erhielt sie die Approbation als Ärztin. Von 2004 bis 2008 erhielt sie ein Promotionsstipendium von der DFG am Interfakultären Zentrum für Ethik in den Wissenschaften der Universität Tübingen. 2008 folgte bei Dan Rujescu die Promotion in Medizin an der Universität München. Im selben Jahr wurde sie bis 2010 ebenda Wissenschaftliche Mitarbeiterin am Lehrstuhl für Philosophie I bei Thomas Buchheim. Von 2009 bis 2011 war Friedrich zudem Wissenschaftliche Mitarbeiterin im Institutsbereich Ethik in den Neurowissenschaften des Forschungszentrums Jülich. 2010 promovierte sie an der Universität München in Philosophie bei Wilhelm Vossenkuhl. Ab Mai 2011 war sie am Institut für Ethik, Geschichte und Theorie der Medizin der Universität München tätig. 2019 erfolgte ebenda die Habilitation im Fach Ethik, Geschichte und Theorie der Medizin. Seit Mai 2019 lehrt sie erst als Juniorprofessorin, seit 2022 als Professorin für Philosophie der Medizin und der Technik an der Fernuniversität in Hagen. Zum 15. Januar 2026 wird sie eine W3-Professur für Geschichte und Ethik der Medizin an der Universität zu Köln antreten.
Ihre Forschungsschwerpunkte sind Philosophie der Person, Philosophie der Neurowissenschaften, (Medizin-)Ethik und Metaethik.

## Schriften (Auswahl)
- Die Bedeutung des Dopamin-D2-Rezeptorgens für das Krankheitsbild Schizophrenie. 2008, OCLC 244034271.
- Persönlichkeit im Zeitalter der Neurowissenschaften. Eine kritische Analyse neurowissenschaftlicher Eingriffe in die Persönlichkeit. Bielefeld 2013, ISBN 978-3-8376-2307-9.
- zus. mit Diana Aurenque Hrsg.: Medizinphilosophie oder philosophische Medizin? Philosophisch-ethische Beiträge zu Herausforderungen technisierter Medizin (=Medizin und Philosophie, Bd. 11). Stuttgart 2013, ISBN 978-3-7728-3033-4.
- zus. mit Michael Zichy als Hrsg.: Persönlichkeit. Neurowissenschaftliche und neurophilosophische Fragestellungen. Münster 2014, ISBN 978-3-89785-656-1.
- zus. mit Diana Aurenque, Galia Assadi und Sebastian Schleidgen als Hrsg.: Nietzsche, Foucault und die Medizin. Philosophische Impulse für die Medizinethik. Bielefeld 2016, ISBN 978-3-8376-2875-3.
- Autonomie - Neurotechnologien. Philosophisch-ethische Untersuchungen eines komplexen Verhältnisses. 2019.
- zus. mit Claudia Bozzaro als Hrsg.: Philosophie der Medizin. Paderborn 2021, ISBN 978-3-95743-224-7.
- zus. mit Johanna Seifert und Sebastian Schleidgen als Hrsg.: Mensch-Maschine-Interaktion. Konzeptionelle, soziale und ethische Implikationen neuer Mensch-Technik-Verhältnisse. Paderborn 2023, ISBN 978-3-95743-260-5.
- zus. mit Sebastian Schleidgen und Andreas Wolkenstein als Hrsg.: Bedeutung und Implikationen epistemischer Ungerechtigkeit. Baden-Baden 2023, ISBN 978-3-8288-4660-9.
- zus. mit Jan-Hendrik Heinrichs und Birgit Beck als Hrsg.: Neuro-prosthEthics. Ethical implications of applied situated cognition. Berlin 2024, ISBN 978-3-662-68361-3.